# Rioja nexa
Rioja nexa är en fjärilsart som beskrevs av Heinrich 1956. Rioja nexa ingår i släktet Rioja och familjen mott. Inga underarter finns listade i Catalogue of Life.